# 中村隆
中村 隆（なかむら たかし、1951年 - ）は日本の統計学者。統計数理研究所教授（副所長）。
東京工業大学卒（1975年）。同大学院修士課程修了（1977年）。筑波大学大学院博士課程中退（1979年）。1991年、東京工業大学より博士号（工学）取得。 論文は「継続調査データの分析におけるベイズ型コウホートモデルの開発に関する研究」。
専門は統計数理、社会調査、標本調査。コウホート分析の開発で知られる。総合研究大学院大学数物科学研究科教授を併任。